# Боги Марса
«Боги Марса» (англ. The Gods of Mars) — фантастичний роман Едгара Райса Барроуза. Другий в його марсіанському циклі, продовження роману «Принцеса Марса». Написаний у 1912 році, вперше був опублікований у 1913 р. в журналі «All-Story», а в 1918 році як окрема книга.

## Сюжет

### Історія
Оповідач, небіж Джона Картера, якому той розповідав про свої пригоди на Марсі, сумнівається чи той справді помер, чи знову вирушив на червону планету. В цей час саме приходить телеграма від Джона, котрий призначає зустріч. Картер розказує як скучив за небожем, але його рідний дім тепер на Марсі і він не затримається на Землі надовго. Він починає оповідь про свої пригоди від таємничої смерті до цього моменту.
Після того як Джон Картер вирушив рятувати фабрику з виробництва повітря, але не встигнувши, знепритомнів і опинився на Землі, він десять років тужив за Марсом і дружиною Деєю Торіс. Проте одного разу він як і вперше дивиться в небо й отямлюється в іншому місці. Спершу Картер думає, що це інша планета, проте скоро зустрічає давнього друга, зеленошкірого Тарса Таркаса, якого рятує від звірів. Таркас розповідає, що Джона безуспішно шукали по всьому Марсу і Дея Торіс досі жива. Таркас же вирушив у плавання рікою Ісс, якою пливуть в легендарну країну Дор всі марсіани, що досягли тисячолітнього віку. Саме тут, в Дорі, й опинився Джон. Це регіон на півдні планети, де, як вважається, існує країна вічного щастя. Джон з Таркасом відбиваються від хижих рослинних людей і мавп. Обоє ховаються в печерах, де звільняють полонених, яких утримують білошкірі жерці богині Ісси, що начебто править у цих краях. Джон знайомиться з жінкою Тувією, прицесою міста Птарс. Вона розповідає, що щастя в Дорі — обман. Насправді жерці, звані тернами, забирають найкращих прибулих рікою Ісс у рабство, а решту з'їдають. Разом з тим вони так само шанують розташований ще далі храм Ісси, як решта марсіан шанують Дор. Картер обіцяє Тувії знайти шлях звідси й розповісти марсіанам правду. Але жінка побоюється, що їм ніхто не повірить і їх звинуватять в богохульстві. Завдяки своїй світлій шкірі Картер видає себе за терна і тікає з печер. Інші жерці підозрюють, що перед ними самозванець, але не наважуються відкрито сказати це. На питання землянина навіщо жерцям стільки охорони, Тувія відповідає, що навіть вони бояться чорних піратів.
Несподівано нападають чорношкірі пірати на своїх літаках. Вони вбивають багатьох жерців та беруться грабувати їхні володіння. Картер випускає на обидві сторони звірів бенсів і, користуючись хаосом, разом з Тувією й Таркасом викрадає літак. Апарат не в змозі витримати трьох пасажирів, тому Джон скеровує його подалі від долини, а сам вистрибує і вступає в бій з піратами. Йому вдається вхопитися за якір повітряного судна та пробратися на борт. Він знайомиться з полонянкою Файдорою, донькою Матай Шанга, верховного терна. Захоплений ними пірат Ксодар розповідає, що чорні марсіани є найдавнішою расою, що з'явилася 23 мільйони років тому. Вони ніколи не змішувалися з іншими расами і тому вважають себе єдиними справжніми людьми. Своєю оповіддю Ксодар відволікає увагу, прилітає підмога і Джона з Файдорою беруть у полон. Картер зауважує — пірати вчиняють з жерцями так само, як вони з простими марсіанами, що обурює Файдору, впевнену в божественності білої раси. Судно долітає до полюса, де спускається крізь колодязь до підземного моря, з якого витікають марсіанські канали. Пірати обіцяють доставити Файдору в розташований там храм Ісси. Вражена могутністю чорних марсіан та їхнім зв'язком з Іссою, Файдора сумнівається в божественності власної раси. Вона просить Джона врятувати її за будь-яку ціну.
Файдору відводять до Ісси, а Картер дізнається, що чорні марсіани, як і білі, не гребують канібалізмом. Вже знаючи про видатну силу Картера, Ісса наказує доставити землянина до неї. Вона виявляється старою і потворною, проте могутньою правителькою. За «честь» побачити її, Картера відправляють на острів Шадор, де він мусить служити «першонародженим» і померти через рік, як і решта полонених представників «нижчих рас». Ксодара за те, що програв чоловікові іншої раси, карають перетворенням на раба.
Картер з Ксодаром опиняються у в'язниці на острові, звідки одразу ж планують втечу. Картер знайомиться з юнаком, чемпіоном ритуальних боїв, жертви яких ідуть на поживу Ісси та інших «першонароджених». Об'єднавшись із ним, Картер здіймає бунт і майже дістається до прибулої подивитися на бої Ісси, проте не вистоює проти армії охоронців. Обох скидають в коридори під ареною, подорожуючи якими Джон довідується про існування прадавньої раси жовтих марсіан. Землянин з новим другом вибирається до порту, де викрадає судно й знову зустрічає Ксодара. Розчарований в Іссі, він тепер хоче підірвати культ «богині» по всьому Марсу. Утрьох бранці добувають літак і тікають на поверхню. Нарешті Картер називає своє ім'я юнаку і той говорить, що є його сином Карторісом.
Втікачі зустрічають Тувію й Тарса, проте опиняються у володіннях ворожих зеленошкірих кочівників. Невдовзі їх помічають повітряні кораблі міста Геліум і давній друг Картера, Кантос Кан. Той дуже радий поверненню Джона, але має сумні новини: майже рік тому Карторіса викрали пірати, а Дея Торіс, вирушивши на його пошуки, зникла разом з донькою Таркаса Солою. Так само зникли Тардос Морс і Морс Каяк, співправителі Геліуму. Зат Аррас, тепер фактичний правитель Геліуму, наказує привеси мандрівників до нього. Розлючений поверненням Картера, він свариться з Джоном, котрий вирушає в Геліум, готовий до боротьби за повернення законної влади йому. Попри загрозу смертної кари, землянин розповідає що насправді діється в долині Дор. Його з друзями судять.
Суд засуджує Джона за богохульство до смерті. Проте за його величезні колишні заслуги страта відстрочується на рік або до повернення колишніх правителів, Тардоса Морса і Морса Каяка, в Геліум. Незадовго по тому Картер влаштовує застілля, за яким довідується від Соли, яку викинули за борт летючого корабля, що Дею викрали чорні пірати. Джон збирає флот задля повернення дружини, але підготовка займе пів року. Та вночі люди Арраса зв'язують його, Зат вимагає обмін: землянин отримує свободу йти куди захоче, але відмовляється від права на владу. Коли він відмовляється, Джона кидають до секретної темниці, прикувавши ланцюгами до стіни.
Після місяців ув'язнення Картер замислює заручитися допомогою юнака Паратки, що носить йому їсти. Він передає через нього записку Карторісу про своє місцезнаходження, але наступного дня служка зникає. Лишається всього тридцять днів до того як Дея перебуватиме в Ісси рік і її вб'ють. Ув'язнений вирішує в темряві вбити нового служку, але цього разу приходить сам Карторіс. На щастя, він отримує невелику травму та розповідає якими хитрощами знайшов батька. Картер довідується, що його друзі справно готували атаку на піратів, потай було зібрано великий флот і армію. Проте також він викриває присутність шпигунів тернів, що маскуються під червоних марсіан.
Повітряний флот вирушає до південного полюса, десант висаджується у володіннях жерців, щоб знищити їх раз і назаважди. Але Зат Аррас посилає власні війська на перехоплення, а пірати посилають свій флот з іншого боку. В запеклій битві сили виявляються нерівні, Картер змінює план, відправляючи війська під землю по підземних тунелях. Він пробирається на острови підземного моря. Джон сам вирушає на пошуки і знаходить Дею Торіс, після чого приєднуєтся до битви проти «першонароджених». Армія проривається до храму Ісси, Картер збирається вбити лже-богиню. Але та каже, що кинула Дею, Тувію і Файдору до Храму сонця. Він обертається в глибині храму Ісси і кожна його кімната відкривається лише раз на рік. За це Картер скидає Іссу з трону, чим демонструє, що вона не богиня. Натовп розриває Іссу. Картер з друзями біжить рятувати полонених Храму сонця, але через пожежу не встигає — двері зачиняються. Лишається чекати рік, поки храм знову відкриється. Файдора, ревнуючи, обіцяє вбити Дею і лишається невідомим чи вдалося їй здійснити намір. Військо затоплює підземні ходи, Картер встигає врятуватися і збирається дочекатися поки Храм сонця здійснить оберт.

### Головні персонажі
- Джон Картер — головний герой, землянин, що вдруге загадковим чином перенісся на Марс. Попри відсутність, за ним зберігався титул князя (джеддака) міста Геліум. У цьому романі він крім великої сили, відваги та благородства має значний політичний вплив і величезний авторитет. Він добре знає звичаї червоних марсіан, географію планети, проте опиняється в маловідомих регіонах Марса, де знову повинен покладатися на силу і незвичайний на Марсі гуманізм.
- Дея Торіс — марсіанка, дружина Джона Картера і княгиня Геліума. На час подій книги вирушила на пошуки сина і потрапила в полон чорних марсіан.
- Зат Аррас — честолюбний противник Джона Картера, уродженець міста Зоданґа. Прагне захопити владу в Геліумі, усунувши Джона і всіх його родичів політичними інтригами.
- Ісса — жорстока стара правителька чорної раси, котра видає себе за богиню потойбічного світу. Попри нагоду вбити її особисто, Картер кидає її на розтерзання натовпу.
- Кантос Кан — офіцер повітряного флоту Геліуму, друг Картера, що допомагає йому зібрати армію проти чорних піратів.
- Карторіс — син Деї Торіс і Джона Картера, що з'явився на світ вже після повернення Картера на Землю. Сильний і розумний юнак, викрадений піратами, в яких став бійцем на арені. Хоча ніколи не бачив батька, дуже поважає його і після визволення стає його вірним соратником.
- Ксодар — один з чорних піратів, якого Джон Картер переміг у двобої. За свою поразку був перетворений на раба, внаслідок чого розчарувався в Іссі та примкнув до Картера.
- Тарс Таркас — джеддак Тарка, вождь зелених марсіан і друг Картера.
- Тувія Птарса — принцеса міста Птарс, що вирушила в плавання рікою Ісс 50 років тому і опинилася в рабстві тернів. Володіє владою над звірами завдяки своєму голосу. Після порятунку Джоном закохується в нього.
- Файдора — донька верховного жерця тернів Матай Шанга, викрадена піратами. Спочатку фанатична прихильниця культу Ісси, опинившись в неї рабинею, стає на бік землянина.

## Світ роману

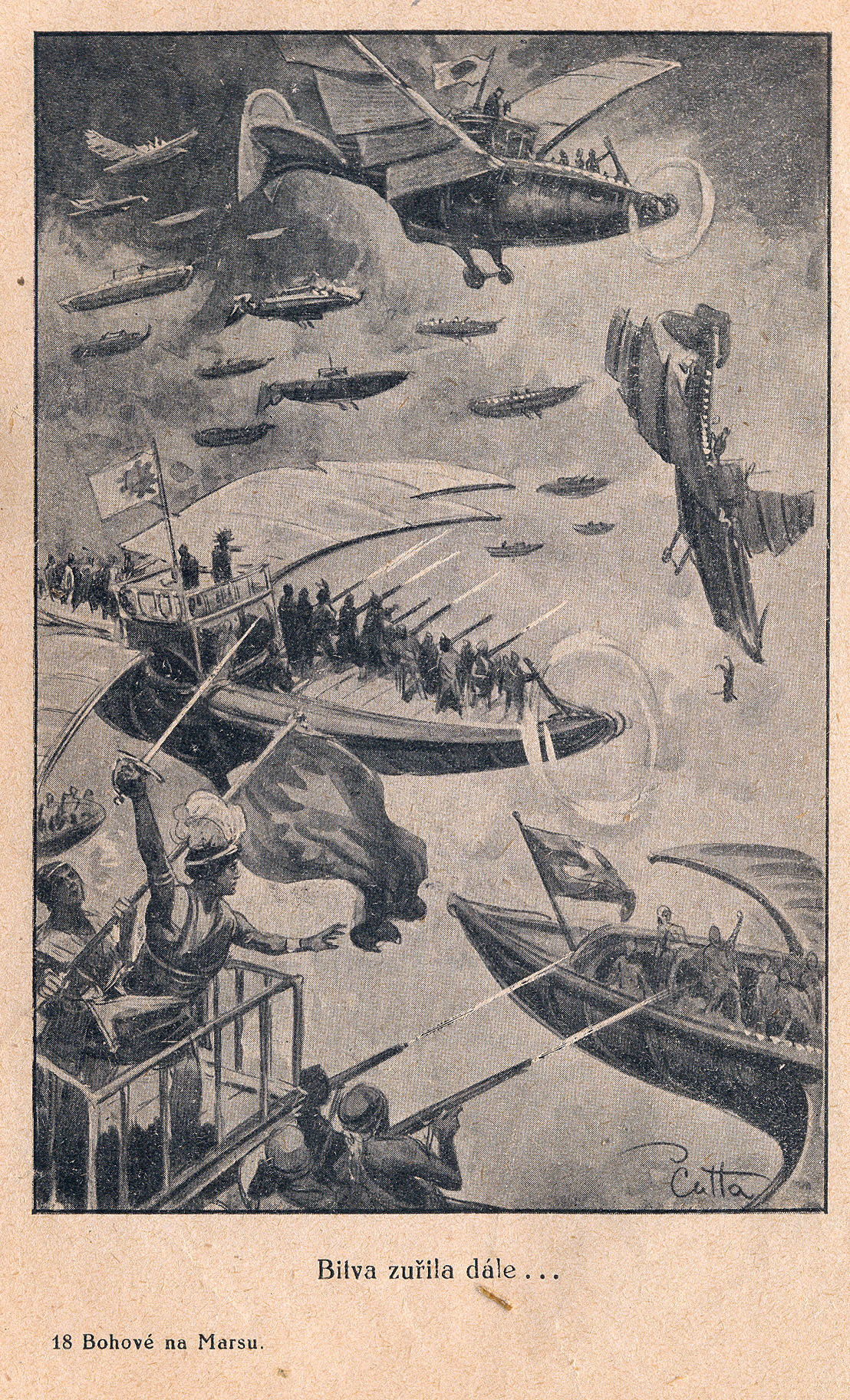
Бій проти флоту Арраса

У «Богах Марса» Едгар Барроуз більш докладно описує вірування марсіан та ще дві раси, крім червоної та зеленої: білу і чорну. Велика увага приділяється культу богині Ісси та річки Ісс, найбільшої на Марсі. Більшість подій роману відбуваються біля південного полюса, де збереглися полярні шапки й родюча рівнина Дор з останнім морем Корус. Під ним існує підземне море Омін — головне джерело води на всьому Марсі.
Згідно всепланетного звичаю, всі червоні марсіани по досягненню віку в тисячу років повинні вирушити в плавання рікою Ісс, що веде в потойбічний світ, розташований у долині Дор. Святилища жерців тернів по всьому Марсу підтримують віру в країну вічного щастя, розташовану в Дорі. Насправді ж терни, котрі є нащадками колись поширеної білої раси, забирають всіх прибулих рікою в рабство або з'їдають. Живучи ізольовано в Дорі, білі марсіани з часом виродилися і втратили волосся. Проте вони носять золотисті перуки, зняти які на людях вважається непристойним. терни вважають себе вищою расою, якій решта людей повинні прислуговувати. Фізична праця чи винахідництво для них сором. Разом із тим вони переконані, що роблять благо, позаяк підтримують населення Марса в певних рамках і цим зберігають ресурси планети, що вмирає. За легендою, від тернів у давнину зумів утекти тільки один чоловік, але за його розповіді про справжній стан речей у Дорі його оголосили богохульником і стратили. терни вірять в переселення душ білої раси в рослинних людей і білих мавп, котрі є священними тваринами. Традиційно жертв кидають рослинним людям, які випивають кров, після чого жерці забирають знекровлені тіла й поїдають м'ясо.
Терни самі лише створюють сировинну базу для чорної раси «першонароджених». Час від часу чорна раса, знана як чорні пірати, нападають на Дор, щоб забрати частину рабів і все, що забажають. Також вони грабують інші регіони, де добувають рабів і техніку. Вважається нібито пірати живуть на одному з супутників Марса, насправді їхній дім знаходиться під поверхнею Марса. Як і білі марсіани, чорні вважають себе вищою расою. Вони вірять, що все життя на планеті виникло з дерева, в горіхах якого зародилися всі істоти. Згідно з міфом, чорні марсіани вийшли на світ першими, тому їм належить головувати над рештою. Саме чорна раса підтримує існування життя на поверхні, викачуючи воду з підземного прісноводного моря, що потім розтікається каналами, зрошуючи рівнини. Суспільство чорної раси вкрай гедоністичне й шовіністське. Вся праця, крім грабунку та вбивства, вважається негідною. Тільки завдяки праці невільників вони мають літаки, летючі кораблі, радіо та інші високі технології. Все обслуговування покладається на рабів, деякі чорні марсіани вважають негідним навіть самотужки говорити чи дивитися, що за них виконує прислуга. При цьому рабам дозволяється жити лише рік. Щомісяця чорна раса проводить ритуальні бої з полоненими, вбиваючи яких «очищує» свої душі. Поразки рідкісні внаслідок завідомо переваги чорних та вважаються величезною ганьбою, за яку переможений сам стає рабом. Разом із тим раби-переможці не отримують нічого, крім призначення їм ще сильніших противників. Влада належить Іссі, старій жінці, котра видає себе за богиню потойбічного світу. Герої роману припускають, що якби не звичай подорожей в Дор, всі марсіани могли жити багато тисяч років, як і вона.

## Адаптації

#### Комікси
- «Воєначальник Марса» (англ. Warlord of Mars) — цикл «Боги Марса» (англ. Gods of Mars) (2011—2012), томи 13-18[1].

#### Екранізації
- «Джон Картер: між двох світів» (2012) — фільм, крім роману «Принцеса Марса», частково оснований на «Богах Марса».